# Oenothera rostanskii
Oenothera rostanskii är en dunörtsväxtart som beskrevs av V. Jehlík. Oenothera rostanskii ingår i släktet nattljussläktet, och familjen dunörtsväxter. Inga underarter finns listade i Catalogue of Life.